# العقد اللمفية المجاورة للأورطى

العقد اللمفية (المجاورة للأبهر تقع في المركز باللون الأزرق)

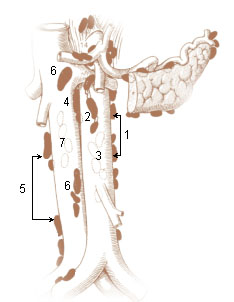
العقد اللمفية القطنية جهة اليسار (العقد اللمفية المجاورة للأبهر)
1. جانبية للأبهر
2. أمام الأبهر
3. خلف الأبهر
4. القطنية الوسطى
العقد اللمفية القطنية جهة اليمين (العقد اللمفية المجاورة للوريد الأجوف)
5. على جانب الأجوف
6. أمام الأجوف
7. خلف الأجوف

الغدد الليمفاوية المجاورة للأورطى (بالإنجليزية: Paraaortic lymph nodes)‏‏(تعرف أيضًا باسم العقد الليمفاوية القطنية) هي مجموعة من الغدد الليمفاوية التي تقع أمام الفقرات القطنية بالقرب من الشريان الأورطي، تتلقى هذه الغدد الليمفاوية تصريفًا من القناة الهضمية وأعضاء البطن.
لا ينبغي الخلط بين العقد حول الشريان الأورطى والعقد بجوار الأورطى، فالعقد المجاورة للأورطى هي المجموعة العامة التي تنقسم إلى: مجموعات العقد الليمفاوية أمام الأبهر، والمجاورة للأبهر والعقد خلف الأبهر. تعني المجموعة المجاورة للأبهر المجموعة الجانبية للأبهر.

## الانقسامات
تنقسم مجموعة العقدة الليمفاوية حول الأبهر إلى ثلاث مجموعات فرعية: العقد الليمفاوية أمام الأبهر، والمجاورة للأبهر والعقد خلف الأبهر:
- العقد الليمفاوية أمام الأبهر تنزح الأحشاء المعدية المعوية، ويمكن تقسيمها إلى ثلاث مجموعات: عقد لمفية بطنية والعقد المساريقية العلوية والعقد المساريقية السفلية.
- المجموعة المجاورة للأبهر (والمعروفة أيضًا باسم المجموعة الأبهرية الجانبية ) تنزح العقد الحرقفية والمبايض وغيرها من أعضاء الحوض، توجد مجموعة العقد الجانبية بالقرب من الشريان الأورطي أمام العمود الفقري وتمتد أفقيًا إلى حافة العضلة القطنية الكبيرة، كما تمتد لأعلى حتى ساق الحجاب الحاجز.
- مجموعة العقد اللمفية خلف الأبهر أحيانًا يتم تضمينها في مجموعة العقد المجاورة للأبهر بسبب موقفهم (والذي هو أيضًا جانبيًا) كما أن لها نفس النمط من التصريف اللمفاوي.

يقع جزء من العقد المجاورة للأبهر يمينًا أمام الوريد الأجوف السفلي بالقرب من نهاية الوريد الكلوي وجزء منها خلف الوريد الأجوف السفلي على منشأ العضلة القطنية الكبيرة يمين ساق الحجاب الحاجز.
تشكل العقد المجاورة للأبهر يسارًا سلسلة على الجانب الأيسر من الشريان الأورطي البطني أمام منشأ العضلة القطنية الكبيرة وعلى الحافة اليسرى لساق الحجاب الحاجز.
تتلقى العقد المجاورة للأبهر والواقعة خلفه:
- (أ) صادرات الغدد الليمفاوية الحرقفية المشتركة
- (ب) اللمفاويات من الخصية في الذكور ومن المبيض وأنبوب الرحم والرحم في الأنثى
- (ج) اللمفاويات من الكلى والغدة الكظرية
- (د) اللمفاويات التي تنزح عضلات البطن الجانبية وترافق الأوردة القطنية

تتقارب معظم الأوعية الصادرة من العقد المجاورة للأبهر لتشكل جذوع الفقرات القطنية اليمنى واليسرى التي تصل إلى صهريج الكيلوس، لكن بعضها يدخل الغدد الليمفاوية الأمامية والخلفية للأبهر، بينما يخترق البعض الآخر ساق الحجاب الحاجز للانضمام إلى الطرف السفلي من القناة الصدرية.

## التشريح
العقد الليمفاوية الجانبية للأبهر عادة تكون من 15 إلى 20 من كل جانب، وهي تلك التي يتم اختيارها عادة للتشريح أو الخزعة في علاج أو تشخيص السرطان.
وعادة ما يشمل التشريح المنطقة من تشعب الشريان الأورطي إلى الشريان المساريقي العلوي أو الأوردة الكلوية.

## صور إضافية

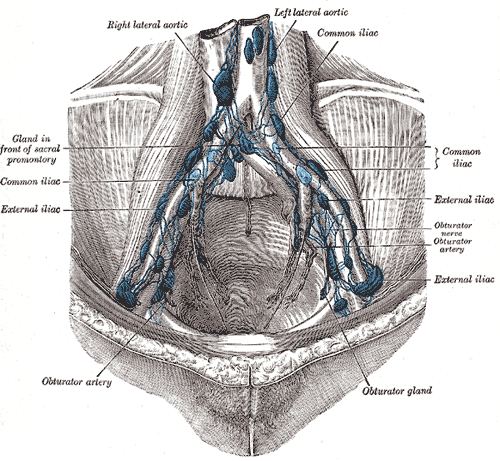
الغدد اللمفاوية الجدارية للحوض.

## قائمة المراجع
سترينج وآخرون. - تشريح غراي، الأساس التشريحي للممارسة السريرية [الطبعة 41، 2016]

## روابط خارجية
- http://www.instantanatomy.net/thorax/vessels/lnodes.html